# Język tsangi
Język tsangi – język z rodziny bantu, używany w Gabonie i Kongu. W 1971 roku liczba mówiących wynosiła ok. 10 tysięcy.